# Anna Carrino
Anna Carrino est une femme italienne ayant appartenu à la Camorra où elle joue un rôle important surtout durant l'incarcération de son compagnon, le parrain Francesco Bidognetti (it), avant de se repentir et de collaborer avec la justice. Son témoignage contribue à faire condamner de nombreux chefs mafieux.

## Biographie

### Contexte familial
Anna Carrino n'a que 13 ans quand elle rencontre Francesco Bidognetti (1951-), 29 ans, patron du clan Casalesi de la Camorra et un casier judiciaire impressionnant. Membre de la Camorra il jouit également de la confiance de la Mafia sicilienne. L'épouse de Francesco Bidognetti, Teresa Tamburrino, meurt d'un cancer (à une date inconnue mais probablement alors qu'il fréquente déjà Anna Carrino), il commandite donc, en 1993, le meurtre du médecin Gennaro Falco qu'il tient pour responsable. Son fils, Raffaele Bidognetti est accusé de ce meurtre des années plus tard. Anna Carrino dit avoir vu en Francesco Bidognetti une figure paternelle mais très vite, elle est enceinte, une grossesse qu'elle ignore et son entourage également. Elle met au monde, seule, sa fille Katia. Ensuite naîtront Teresa et Gianluca,,.  

### Rôle dans la Camorra
Anna Carrino est parfaitement informée des activités mafieuses de son compagnon. Pendant ses périodes d'emprisonnement, elle passe les messages codés qu'elle seule peut décrypter, à travers les glaces de sécurité du parloir de la maison d'arrêt de L'Aquila. Elle va jusqu'à  assurer la chaîne de commandement du clan et devient une des femmes les plus puissantes de la Camorra,. 

### Collaboratrice de justice
Anna Carrino dit avoir perdu la confiance de son compagnon et craint qu'il ne la tue, après avoir appris qu'il la trompait avec Angela Barra une femme dangereuse.  Angela Barra dirigeait le territoire de Teverola et les alliances politiques et économiques du clan des Casalesi. Elle a organisé la séquestration et le viol d'une jeune femme qui lui refusait ses avances, et le meurtre du petit ami de cette dernière, Genovese Pagliuca,. 
Sa propre fille Katia a demandé son exécution, alors, un soir de septembre 2007, elle quitte Casal di Principe et commence à collaborer avec la justice. Son seul regret dit-elle est d'avoir dû quitter ses enfants « Aucun d'eux ne m'a suivi. Ma fille Katia a une haine envers moi. Ma faute est de les avoir abandonnés, si j'étais restée à Casal ils n'auraient pas fini en prison »,. 
Pour les Casalesi, la trahison de la femme d'un parrain est un coup dur, « si vous n'êtes plus capable de contrôler ce qui se passe sous votre toit, comment assurer votre légitimité à diriger le clan ? » » (Civita di Russo, avocate d'Anna Carrino). La mafia est donc à sa recherche pour la tuer et elle doit être déplacée régulièrement pour leur échapper. En novembre 2008, sa sœur Maria et sa nièce Francesca font l'objet d'une tentative d'assassinat. Le propre fils d'Anna Carrino, Gianluca Bidognetti est accusé de cette tentative de meurtre et arrêté. 
Anna Carrino est le témoin clé de plusieurs procès, dont celui de Giovanni Lubello, époux de sa fille Katia. Par ses déclarations, elle contribue à faire condamner patrons et affiliés du clan Casalesi.
En novembre 2013, Anna Carrino est condamnée à seize ans et huit mois de prison pour avoir "commandité" en 2002 le meurtre d'Antonio Petito, un garçon qui avait eu une dispute avec son fils Gianlucca Bidognetti, alors âgé de treize ans.  Sa condamnation compromet son statut de collaboratrice de justice,.
En 2021, alors qu'elle doit quitter le programme de protection, elle entame une procédure pour demander une nouvelle identité, considérant que la protection accordée par l'Italie aux collaborateurs de justice est insuffisante.

### Membres de la famille
Francesco Bidognetti est condamné à perpétuité en janvier 2010 avec quinze membres du clan des Casalesi pour leur implication dans une série de violents règlements de compte dans les années 1980 et 1990 entre clans pour le contrôle de Casal di Principe et de nombreuses activités illégales (chantiers de construction, commerce de ciment, extorsions). Francesco Bidognetti est de plus condamné pour l'enterrement de tonnes de déchets hautement toxiques, dans la région de Naples,.
Les deux filles Katia et Teresa, âgées de 35 et 27 ans, ainsi que leur belle-sœur Oerietta Verso (l'épouse de Raffaele Bidognetti) d'une quarantaine d'années, sont arrêtées en février 2017. Elles sont accusées "d'association de malfaiteurs de type mafieux et extorsions". Elles sont soupçonnées d'avoir joué un rôle de premier plan, s'occupant de la distribution des ressources aux affiliés ou encore de l'assistance économique de personnes emprisonnées. Katia garde le silence, « Les femmes sont silencieuses et muettes et vont en prison »,mais Teresa semble avoir davantage collaboré avec la justice.

## Les femmes et la mafia
Depuis les années 2000 de grands changements ont été constatés sur la place qu'occupent les femmes dans la mafia italienne.  D'une part, de nombreuses femmes ont occupé des rôles important dans ces sociétés criminelles, jusqu'à les diriger, et d'autre part, de nombreuses femmes issues de des clans familiaux de la mafia se rebellent contre les règles strictes qui leur sont imposés. Elle ont peur de voir grandir leurs enfants dans ces milieux violents. Elles se rebellent contre le code de l'omerta et souhaitent retrouver leur liberté, en collaborant avec la justice italienne. En général elles sont ensuite rejetées voire assassinées par leur famille. Plus de 150 femmes informatrices ont ainsi été exécutées par la mafia, selon un rapport publié en 2012 par l'ONG italienne, daSud.

## Filmographie
- Vania del Bongo, Paolo Colangeli, les Reines de la mafia, Anna Carrino
- Francesca Fagnani, Interview de Anna Carrino, RAI, Belve Regarder en ligne